# Ticumbi
O Ticumbi, ou "Congada" e também "Baile de Congo", é uma dança dramática, de procedência africana encontrada no estado brasileiro do Espírito Santo.. Herança da antigas culturas africanas, o Ticumbi encena antigos acontecimentos históricos da terra de origem das comunidades negras e reinados africanos: cortejo de reis e entronização, coroamento, rivalidade entre monarcas, cenas de embaixadas e batalhas entre nações inimigas. Os gestos, os cantos e a linguagem do Ticumbi remontam ao período pré-colonial africano.
Segundo o professor Guilmerme Santos Neves, no Ticumbi capixaba - diferente do que ocorre em outros estados - não estão presentes personagens como a "rainha", ou o "príncipe", nem, "feiticeiros" ou "quimbotos". Não estão presentes também, segundo o professor, as "mortes" e "ressureições", nem o "coroamento" de "reis e rainhas". Do ponto de vista estético, o Baile de Congos capixaba é "mais simples" e "menos dramático" do que as congadas cariocas, baianas e pernambucanas.

## História
O Ticumbi (chamado por estudiosos de outros estados como Baile de Congos) é encontrado em Conceição da Barra, cidade situada no extremo norte do Espírito Santo, na fronteira deste estado com a Bahia, distante cerca de 300 quilômetros da capital, Vitória.
Os lugares onde o Ticumbi sobrevive fortemente como manifestação cultural típica, além de Conceição da Barra, sede do município do mesmo nome, são: povoação de Santana, pela zona chamada de “sapê”, localidades de Campinas e Barreiras, povoados situados às margens do rio Cricaré. Há também uma expansão do ritual na vila de Itaúnas, onde ocorre a famosa Festa de São Benedito e São Sebastião, em meados de janeiro.  
Em todo o Espirito Santo, mais precisamente na grande Vitória, há também a manifestação cultural do congo, sendo esta festividade realizada nos meses de Dezembro (com a fincada do Mastro de São Benedito) e em Janeiro (com a retirada do Mastro de São Benedito).
Manifestação capixaba, étnica e ritualística, o Ticumbi mantém e reelabora elementos básicos da negritude, transmitindo valores capazes de atuar como expressões da cultura de um grupo. E, ao contrário do que julgam alguns, não é uma reprodução simbólica das guerras religiosas dos brancos. Não se trata de uma representação que põe um rei cristão contra um rei mouro ou pagão. Na verdade, é um modelo dramatizado das guerras étnicas tão frequentes entre os povos da África. Nesse sentido, no Ticumbi é contada a história da contenda entre o rei de Congo e o rei de Bamba, seu tradicional inimigo.
A existência do Ticumbi se confirma desde os primórdios da instalação de escravos africanos na região de Conceição da Barra, fixados ali quer em trabalhos de fazendas e afazeres domésticos, quer em quilombos formados pela inacessibilidade e aspereza daquelas paragens.
O Ticumbi representa as lutas entre o rei do Congo, considerado um rei a serviço dos portugueses na África, e o Mani Bamba, senhor da província africana de Bamba. A origem banta do Ticumbi se evidencia, ainda, pela permanência de palavras e prefixos bantos, bem como de alusão a divindades supremas de Angola e do Congo, em seus “cantes” (cantos) e “embaixadas”.
Na verdade, o Ticumbi era considerado apenas uma parte específica da coreografia, que, depois, passou a designar todo o ritual, anteriormente denominado genericamente de “baile de congos” ou de “brincadeira de São Benedito.”.